# Robert von Beneckendorff und von Hindenburg

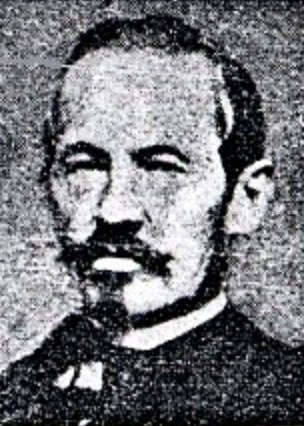
Robert von Beneckendorff und von Hindenburg im Jahre 1866

Hans Robert Ludwig von Beneckendorff und von Hindenburg (* 21. Mai 1816 auf Gut Neudeck; gest. 16. April 1902 auf Gut Neudeck) war ein preußischer Major, Gutsbesitzer und Vater von Paul von Hindenburg.

## Leben

### Herkunft und Familie
Von Hindenburg war Sohn des preußischen Landschaftsdirektors Otto Ludwig von Beneckendorff und von Hindenburg (* 22. Dezember 1778 in Keimkallen; gest. 18. Juli 1855 in Neudeck) und der Eleonore, geb. von Brederlow (* 8. März 1784 in Klaukendorf; gest. 18. Februar 1863 in Neudeck). Er heiratete am 17. Oktober 1845 in der Posener Garnisonkirche Luise, geb. Schwickart (* 21. April 1825 in Posen; gest. 5. August 1893), Tochter des katholischen Generalarztes Karl Ludwig Schwickart. Das Ehepaar bekam zahlreiche Kinder, darunter Paul von Hindenburg (* 1847 in Posen; gest. 1934), Otto Friedrich von Hindenburg (* 1849; gest. 1908) und Ida von Hindenburg (* 1851; gest. 1929). Das jüngste Kind der Eheleute war der Schriftsteller Bernhard von Hindenburg (* 1859; gest. 1932).

### Karriere
Robert wurde in seiner Kindheit im westpreußischen Limbsee von einem Hauslehrer unterrichtet. Durch familiäre Verbindungen zur Adelsfamilie von der Groeben wechselte er später an das Groebensche Knabenstift in Königsberg, das als streng, aber auch als billig galt.
Er trat an seinem 17. Geburtstag, dem 21. Mai 1833, als Fahnenjunker in das 1. Posensche Infanterie-Regiment Nr. 18 ein. 1840 wurde er zum Unterleutnant befördert, am 21. Juli 1847 zum Oberleutnant. Inzwischen verheiratet, lebte er mit seiner Familie in den folgenden Jahren in Graudenz, Köln, Pinne, Glogau und Cottbus. Im Sommer 1849 war er in Baden an der Niederschlagung der Badischen Revolution beteiligt. Nach einer Beförderung zum Landwehrkompanieführer war er seit 1850 in Pinne stationiert und wurde dort am 22. Juli 1852 zum Hauptmann befördert. 1855 wurde sein Regiment nach Graudenz versetzt, wo er Kompaniechef war.
Am 10. Juli 1863 nahm er im Range eines Majors den Abschied aus der preußischen Armee und zog daraufhin mit seiner Familie auf das Gut seiner kürzlich verstorbenen Mutter in Neudeck.